# 小行星21369
小行星21369（21369 Gertfinger）是一颗绕太阳运转的小行星，为主小行星带小行星。该小行星于1997年7月8日发现。

## 轨道参数
小行星21369的轨道半长轴为3.0412194 UA，离心率为0.107。